# Семя священного инжира
«Семя священного инжира» (перс. دانه انجیر مقدس‎) — художественный фильм иранского режиссёра Мохаммада Расулофа. Премьера картины состоялась в мае 2024 года на Каннском кинофестивале, в рамках основной программы.

## Сюжет
Действие происходит в Тегеране на фоне протестов. Главный герой — судебный следователь по имени Иман, у которого пропал пистолет. В связи с происходящим на улицах у него начинается паранойя, он начинает подозревать в краже членов семьи.

## В ролях
- Сохейла Голестани — Наджме
- Миссах Зарех — Иман
- Махса Ростами — Резван
- Сетарех Малеки — Сана
- Реза Ахлагирад — Гадери

## Релиз и восприятие
Премьера фильма состоялась в мае 2024 года на Каннском кинофестивале. 22 апреля стало известно, что «Семя священного инжира» включено в основную программу. При этом появлялись сообщения о том, что иранские власти давят на Расулофа, чтобы заставить его снять фильм с конкурса. Режиссёр был удостоен приза жюри и премии ФИПРЕССИ. На сайте-агрегаторе рецензий Rotten Tomatoes 95 % из 107 отзывов критиков положительные, со средней оценкой 8,2 из 10. Консенсус сайта гласит: «„Семя священного инжира“ — это жгучее обвинение в деспотичном правлении, будь то страна или семья, которое одновременно является захватывающей драмой и мощным политическим заявлением».